# Robert van Genechten

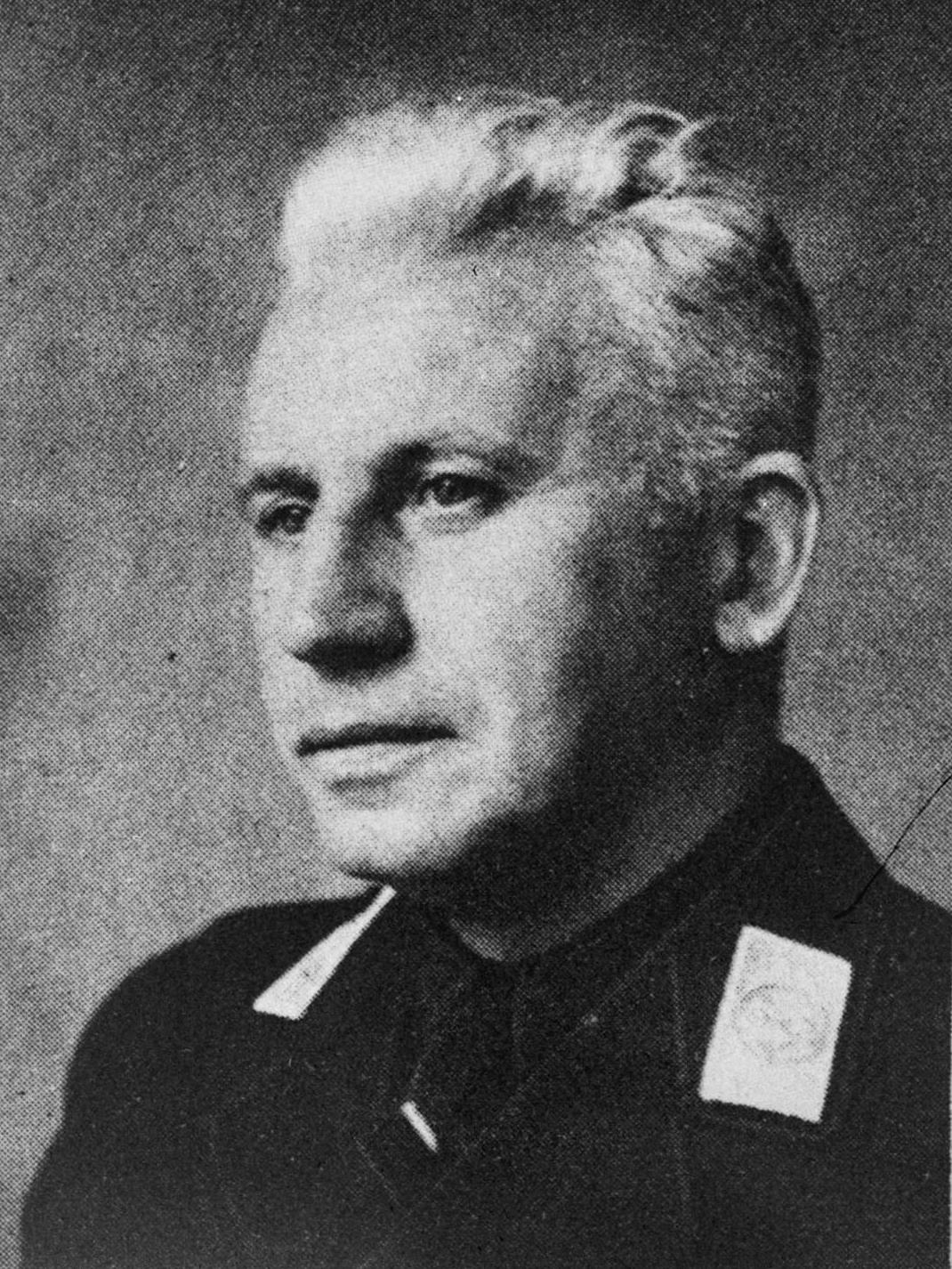
Robert van Genechten in 1940

Robert van Genechten (* 25. Oktober 1895 in Antwerpen; † 13. Dezember 1945 in Scheveningen) war ein niederländisch-flämischer Jurist, Wirtschaftswissenschafter, Schriftsteller, Politiker und Unternehmer.

## Leben
Der gebürtige Belgier van Genechten begann kurz vor dem Ersten Weltkrieg mit dem Studium der Rechtswissenschaften und der Philosophie und konnte dieses Studium ab 1916 unter der deutschen Besetzung an der Universität Gent, die wegen der deutschen Aufsicht umstritten war, fortsetzen. Er wurde in Belgien wegen Kollaboration mit den Deutschen gesucht und 1920 zu einer Haftstrafe von acht Jahren von einem Gericht in Antwerpen verurteilt. 1927  konnte er an der Rijksuniversiteit Utrecht seine Studien mit der Promotion beenden. 1930 nahm er die niederländische Staatsbürgerschaft an.
1934 wurde Genechten Mitglied der damals noch faschistischen, später nationalsozialistischen NSB. 1936 wurde er dann Redakteur des Sprachrohrs der Bewegung, des Nieuw Nederland: maandblad voor economie, staatkunde en cultuur. Mit dem Ausbruch des Zweiten Weltkrieges wurde er als führender Vertreter des NSB zunächst 1940 festgesetzt, nach der Besetzung der Niederlande durch die deutsche Wehrmacht wurde er dann im September 1940 zum Generalstaatsanwalt am Gerichtshof in Den Haag ernannt. Er veröffentlichte in diversen Zeitschriften antisemitische Beiträge. 1943 wurde er als Generalstaatsanwalt abgelöst, um Kommissar für die Provinz Südholland zu werden. Er wurde dieser Position bald enthoben und zum Extraordinarius für Strafrecht an der geschlossenen Rijksuniversiteit Leiden ernannt.
Nach der Befreiung wurde er in Voorburg festgenommen und im sogenannten Oranjehotel in Scheveningen festgesetzt. Robert van Genechten erhängte sich im Scheveninger Gefängnis, nachdem er zwei Monate zuvor zum Tode durch ein Sondergericht verurteilt wurde.
In der Sowjetischen Besatzungszone wurde Genechtens Schriften Die Rolle der Niederlande im jungen Europa und Die Stellung der Niederlande innerhalb der wirtschaftlichen Neuordnung Europas auf die Liste der auszusondernden Literatur gesetzt.

## Werke
- Dt.-Niederländ. Ges. (Hrsg.): Die Rolle der Niederlande im jungen Europa. Berlin W 8, Berlin 1942.
- Der Kapitalismus in den Niederlanden. Coleman, Lübeck 1942.
- Die Stellung der Niederlande innerhalb der wirtschaftlichen Neuordnung Europas. Fischer, Jena 1942 (Aus Kieler Vorträge, gehalten im Institut für Weltwirtschaft an der Universität Kiel).